# Józef Jasnowski
Józef Jasnowski (ur. 12 marca 1906 w Sieńcu, zm. 9 października 2009 w Kenley) – polski historyk, działacz emigracyjny.

## Życie i działalność
W Wieluniu ukończył gimnazjum. W 1927 rozpoczął studia na Wydziale Humanistycznym Uniwersytetu Warszawskiego, gdzie wybrał proseminarium Wandy Moszczeńskiej. Pod jej kierunkiem napisał pracę: Działalność Fausta Socyna w Polsce, na podstawie której uzyskał magisterium z filozofii w zakresie historii. Stopień naukowy doktora uzyskał w 1933 (Piotr z Goniądza. Życie, działalność i pisma. Studium z dziejów ruchu religijnego w Polsce w drugiej połowie XVI stulecia) pod kierunkiem Oskara Haleckiego. W 1939 przedłożył rozprawę habilitacyjną pt. Mikołaj Czarny Radziwiłł (1515-1565). Kanclerz i marszałek ziemski Wielkiego Księstwa Litewskiego. Ze względu na wybuch II wojny światowej nie doszło do kolokwium habilitacyjnego.
Po agresji III Rzeszy i ZSRR na Polskę przekroczył granicę polsko-węgierską i znalazł się w Budapeszcie. W kwietniu 1940 udał się do Francji, gdzie zgłosił się jako ochotnik do Armii Polskiej. Po upadku Francji został ewakuowany do Szkocji i rozpoczął służbę w 11 kompanii łączności. W 1942 urlopowany z wojska został oddelegowany do pracy w Ministerstwie Informacji i Dokumentacji, a następnie w Ministerstwie Wyznań Religijnych i Oświecenia Publicznego. W Londynie pracował pod kierunkiem profesora Stanisława Strońskiego. W lutym 1942 został mianowany referentem Wydziału Szkół Średnich Urzędu Oświaty i Spraw Szkolnych. Od 1946 był kolejno zatrudniony w Interim Treasury Committee for Polish Questions, Committee for Education of Poles in Great Britian, Education and Library Committee. W 1954 przeszedł do Centrali Bibliotek Ruchomych, zostając następnie jej kierownikiem.
Po wojnie pozostał na emigracji. Był wykładowcą Polskiego Uniwersytetu na Obczyźnie. Był członkiem zarządu Polskiego Towarzystwa Historycznego w Wielkiej Brytanii, faktycznym założycielem i redaktorem Tek Historycznych. W 1950 został członkiem rady Wydziału Polskiego Towarzystwa Naukowego na Obczyźnie (PTNO), a w 1982, za prezesury Edwarda Szczepanika został wybrany na wiceprezesa Towarzystwa. W 1952 złożył wniosek o dopuszczenie do kolokwium habilitacyjnego na Polskim Uniwersytecie na Obczyźnie. 10 października 1952 Rada Wydziału nadała mu tytuł docenta historii nowożytnej Europy Środkowej.
Poza aktywnością na forum międzynarodowym, trzykrotnie w latach 1970, 1985 i 1995 uczestniczył w organizowanych przez Polskie Towarzystwo Naukowe na Obczyźnie Kongresach Kultury Polskiej na Obczyźnie, które odbyły się w Londynie.
Kierował też od 1970 razem z płk. dypl dr. Stanisławem Biegańskim, Komisją Historyczną PTNO. Na łamach „Rocznika PTNO” opublikował wiele rozpraw z zakresu historii nauki, a od 1995 mając już blisko 90 lat, redagował ośmiotomowe Materiały do dziejów polskiego uchodźstwa niepodległościowego 1939-1990 oraz trzy tomy Prac III Kongresu Kultury Polskiej na Obczyźnie, w których zamieścił własne opracowania: O stosunkach polsko-niemieckich i polsko-sowieckich w latach 1931-1945 oraz Rodowód emigracji polskiej po II wojnie światowej i Powojenne źródła do dziejów Polski wydane na emigracji.
Badał dzieje Polski na tle środkowoeuropejskim, czego efektem była m.in. Polska w zasięgu cywilizacji arabskiej (Teki Historyczne, 1948). Inną dziedziną zainteresowań Jasnowskiego stała się historia nauki i sprawy polsko-sowieckie, w tym celu nauczył się języka rosyjskiego. Wiele publikował na ten temat na łamach „Rocznika Polskiego Towarzystwa Naukowego na Obczyźnie. Zbierał materiały do projektowanej wielkiej publikacji angielskich poloniców: korespondencji dworu polskiego z dworem londyńskim; korespondencji Gdańska i Elbląga z dworem angielskim.

## Odznaczenia i nagrody
Był doktorem honoris causa Polskiego Uniwersytetu na Obczyźnie (1999). Został odznaczony przez władze RP na uchodźstwie Krzyżem Kawalerskim (3 maja 1977) i Krzyżem Oficerskim (1990) Orderu Odrodzenia Polski. Był uhonorowany Medalem Pro Meritis Instytutu Polsko-Skandynawskiego w Kopenhadze (2001) i medalem Zasłużony dla Kultury Polskiej (Warszawa 1995).

## Członkostwo w towarzystwach naukowych
Był członkiem Polskiego Towarzystwa Naukowego na Obczyźnie i Instytutu Polsko-Skandynawskiego.

## Wybrane publikacje

### Bibliografie prac Józefa Jasnowskiego
Naukowa spuścizna pisarska Józefa Jasnowskiego liczy ponad 120 pozycji, przy czym liczba ta nie uwzględnia różnych artykułów prasowych nie tylko w czasopismach emigracyjnych. Istnieją dwie niepełne bibliografie jego prac:
- Wykaz ważniejszych publikacji dr hab. DR h.c. Józefa Jasnowskiego, [w:] Joseph Jasnowski MCMVI XII III MMVI, oprac. Eugeniusz Kruszewski, Kopenhaga 2006, s. 5-14.
- Bibliografia publikacji prof. dr. hab. Józefa Jasnowskiego, "Rocznik Instytutu Polsko-Skandynawskiego" 9 (1993-1994), s. 73-79.

### Książki
- Działalność antytrynitarzy włoskich w Polsce za czasów Zygmunta Augusta, Warszawa 1935 (Odbitka: Księga ku czci Oskara Haleckiego wydana w 25-lecie jego pracy naukowej).
- Piotr z Goniądza (życie, działalność i pisma), Warszawa 1935 (Odbitka: "Sprawozdania z posiedzeń Towarzystwa Naukowego Warszawskiego" 1935 t. 28).
- Korespondencja ks. Albrechta i Albrechta Fryderyka z Polakami w latach 1548-1572 przechowana w Królewcu, Warszawa 1936.
- Mikołaj Radziwiłł Czarny,Warszawa 1937 (Odbitka: "Sprawozdania z posiedzeń Towarzystwa Naukowego Warszawskiego" 1937 z. 1-3).
- Aleksander Hilary Połubiński (działalność wojskowa w l. 1650-1665), Warszawa 1938 (odbitka: "Przegląd Historyczno-Wojskowy" 10 (1938), z. 2, s. 163-193).
- Mikołaj Czarny Radziwiłł (1515-1565). Kanclerz i marszałek ziemski Wielkiego Księstwa Litewskiego, Warszawa: Towarzystwo Naukowe Warszawskie 1939. Rozprawy Historyczne Towarzystwa Naukowego Warszawskiego, t. 22 (reprint – Oświęcim: Napoleon V 2014).
- England and Poland in the XVI-th and XVII-th centuries (political relations), London – Oxford: Oxford Univercity Press 1948.
- Wirydianna Fiszerowa, Dzieje moje własne i osób postronnych. Wiązanka spraw poważnych, ciekawych, tł. z fr. Edward Raczyński, przedmowa J. Jasnowski, Londyn: nakładem tłumacza 1975.
- Wiktoria wiedeńska (1683), praca zbiorowa pod auspicjami Polskiego Towarzystwa Naukowego na Obczyźnie, red. J. Jasnowski, B. Dytrych, Londyn: Polska Fundacja Kulturalna 1984.
- Napaść sowiecka i okupacja polskich Ziem Wschodnich (wrzesień 1939), praca zbiorowa pod auspicjami Polskiego Towarzystwa Naukowego na Obczyźnie, red. Józef Jasnowski, Edward Szczepanik, Londyn: Polska Fundacja Kulturalna, 1985 (wiele przedruków).
- (redakcja) Nowoczesna historia Polski, Londyn: Polskie Tow. Naukowe na Obczyźnie 1987. Seria: Prace Kongresu Kultury Polskiej na Obczyźnie: Londyn 14-20 września 1985, pod patronatem prezydenta R.P. Edwarda Raczyńskiego, red. nacz. Edward Szczepanik, t. 3.
- Bibliografia publikacji Polskiego Towarzystwa Naukowego na Obczyźnie (1950-1990), Londyn 1992.
- Bio-bibliografia do historii nauki polskiej na obczyźnie, "Rocznik Polskiego Towarzystwa Naukowego na Obczyźnie" 42 (1998/99), s. 49-60.
- Bibliografi af Polsk-Skandinavisk Forskningsinstituts årbog: bd. I-XX (1986-2005), Kopenhaga: Instytut Polsko-Skandynawski 2007.
- Poland in the eyes of the Western travellers during the period of Grand Tour (1550-1850), København: Instytut Polsko-Skandynawski (IPS) 2008.

### Wybrane artykuły
- Oskar Halecki (szkic biograficzny na tle wspomnień), "Przegląd Powszechny" (1978), z.1 (365), s. 12-14; z.2 (366), s. 11-12.
- Oskar Halecki. Listy z Ameryki (1944-1973), "Przegląd Powszechny"(1980), z.1 (389), s. 13-14;(1980), z.1 (389), s. 14-15; (1980), z.7/8 (395-396), s. 16-18; (1981), z.11 (411), s. 16-20.
- Historiografia polska i dzieje średniowiecznej Litwy, "Rocznik Polskiego Towarzystwa Naukowego na Obczyźnie" 30 (1986/1987), s.128-131.
- Książki polskich autorów publikowane w zagranicznych oficynach w XVI i XVII wieku. (Biostatystyka i geografia), "Rocznik Polskiego Towarzystwa Naukowego na Obczyźnie" 31 (1987/1988), s. 66-87.
- Oskar Halecki (28 V 1891 – 17 IX 1973) "Teki Historyczne" 19 (1988/1989), s. 326-330.
- Bibliografia publikacji Polskiego Towarzystwa Naukowego na Obczyźnie (1950-1990), "Rocznik Polskiego Towarzystwa Naukowego na Obczyźnie" 34 (1990/1991) [druk.: 1992], s. I-LII.
- Ś.p. prof. dr Tadeusz Piszczkowski (1904-1990), "Rocznik Polskiego Towarzystwa Naukowego na Obczyźnie" 33 (1989/1990) [druk.: 1991], s. 14-16.
- Płk dypl. dr Stanisław Józef Biegański (8 III 1894 – 6 IV 1994), "Rocznik Polskiego Towarzystwa Naukowego na Obczyźnie" 36 (1992/1993) [druk.:1994], s. 21.
- Moja Odysseja archiwalno-biblioteczna [w:] Biblioteka Polska w Londynie 1942-1992, red. Zdzisław Jagodziński, Londyn: Biblioteka Polska – Polski Ośrodek Społeczno-Kulturalny 1993.
- Prof. Franciszek Józef Kapeliński (24 XII 1914 – 18 IV 1994), "Rocznik Polskiego Towarzystwa Naukowego na Obczyźnie" 36 (1992/1993) [druk.:1994], s. 20-21.
- Śp. Benedykt Teodor Dytrych [1914-1995], "Rocznik Polskiego Towarzystwa Naukowego na Obczyźnie" 37 (1993/1994) [druk.: 1995], s. 25-26.
- Struktura emigracji polskiej w okresie schyłkowym [w:] Z dziejów Polski i Skandynawii. Rozprawy i studia na X-lecie Instytutu Polsko-Skandynawskiego. Fra Polens og Nordens Historie. Afhandlinger i anledning af Polsk-Skandinavisk Forskningsinstituts X Ürs virksomhed, red. Eugeniusz S. Kruszewski, Emil Ashđj, Kđbenhavn: Instytut Polsko-Skandynawski 1995.
- Polskie Towarzystwo Naukowe na Obczyźnie w okresie Kongresów (1985-1995), "Rocznik Polskiego Towarzystwa Naukowego na Obczyźnie" 39 (1995/1996) [druk.: 1997], s. 67-76.
- "Mare Nostrum", "Rocznik Instytutu Polsko-Skandynawskiego" 12 (1996/1997) [druk.:1997], s. 19-87 (Obszerny fragment pracy "Poland in the Relations of Western Travellers during the Period of Grand Tour (1550-1850)").
- Polskie odgłosy szkoły medycznej w Salerno, "Rocznik Polskiego Towarzystwa Naukowego na Obczyźnie" 39 (1995/1996) [druk.: 1997], s. 64-66.
- Rośliny lecznicze w polskiej wersji "Regimen Sanitatis Salernitana", "Rocznik Polskiego Towarzystwa Naukowego na Obczyźnie" 40 (1996/1997) [druk.: 1998], s. 63-66.
- Between the Baltic and the Black Sea. The Multinational Society in Western Eyes (XVI-XIX Centuries), "Rocznik Instytutu Polsko-Skandynawskiego" 14 (1998/1999) [druk.: 1999], s. 1-85.
- Wisław Roman Rybotycki (7 VI 1910 – 20 XII 1995), "Teki Historyczne" 22 (1999), s. 382-383.
- Bio-bibliografia do historii nauki polskiej na obczyźnie, "Rocznik Polskiego Towarzystwa Naukowego na Obczyźnie" 42 (1998/1999) [druk.: 2000], s. 49-60 (Zawiera listę członków PTNO, daty życia, uprawianą dyscyplinę naukową i wykaz publikacji).
- The Jews in the Countries between the Baltic and Black Sea, "Rocznik Instytutu Polsko-Skandynawskiego" 15 (1999/2000) [druk.:2000], s. 1-32.
- Polska i Polacy w angielskiej beletrystyce (1780-1938), "Rocznik Polskiego Towarzystwa Naukowego na Obczyźnie" 41 (1997/98) [druk.:1999], s. 34-39.
- Śp. Jan Karski (22 IV 1914 – 13 VII 2000), "Rocznik Polskiego Towarzystwa Naukowego na Obczyźnie" 42 (1998/1999) [druk.: 2000], s. 22-23.
- The Polish Monarchy in the Opinion of Foreignes, "Rocznik Polskiego Towarzystwa Naukowego na Obczyźnie" 42 (1998/1999) [druk.: 2000], s. 67-85.
- Polska w okresie Powstania Styczniowego w relacjach publicystów angielskich, "Rocznik Polskiego Towarzystwa Naukowego na Obczyźnie" 41 (1997/1998) [druk.: 1999], s. 40-48.
- Sprawozdanie z działalności Instytutu [Polsko-Skandynawskiego] za rok 2000/2001 (1.X.00-30.IX.01), "Rocznik Instytutu Polsko-Skandynawskiego" 16 (2000/2001), s. 49-55.
- Three cities on the Baltic shores, "Rocznik Instytutu Polsko-Skandynawskiego" 16 (2000/2001), s. 1-16 (Szkice historyczne z dziejów Królewca, Mitawy (Jelgavy) i Tallinna (Rewla) XV-XIX).
- Poland in the age of Grand Tour, "Rocznik Polskiego Towarzystwa Naukowego na Obczyźnie"" 43 (1999/2000) [druk.: 2001], s. 63-98.
- Zdzisław Jagodziński [1927-2001], "Rocznik Polskiego Towarzystwa Naukowego na Obczyźnie" 43 (1999/2000) [druk.:2001], s. 52-53.
- Capital cities of the countries between the Baltic and the Black Sea, "Rocznik Polskiego Towarzystwa Naukowego na Obczyźnie" 44 (2000/2001) [druk.:2002], s. 42-110.
- Lesser cities, "Rocznik Polskiego Towarzystwa Naukowego na Obczyźnie" 44 (2000/2001) [druk.:2002], s. 111-133.
- Śp. prof. Henryk Zins (1922-2002), "Rocznik Polskiego Towarzystwa Naukowego na Obczyźnie" 44 (2000/2001) [druk.:2002], s. 23-24.
- Latifundia, "Rocznik Instytutu Polsko-Skandynawskiego" 17 (2001/2002), s .1-14.
- Foreign minorities in Poland, "Rocznik Instytutu Polsko-Skandynawskiego" 18 (2002/2003), s. 1-11.
- Latin speaking Sarmatians and their peasants, "Rocznik Polskiego Towarzystwa Naukowego na Obczyźnie" 45 (2001/2002), s. 51-88.
- Królewiec, "Rocznik Instytutu Polsko-Skandynawskiego" 19 (2003/2004), s. 57-60 (Kontakty autora z Archiwum Państwowym w Królewcu (Preussisches Staatsarchiv)).
- Independent Poland [w:] Polish cultural and scientific heritage at the dawn of the third millennium, Collective work ed. by committee chaired by Edward Szczepanik, London: Pol. Cult. Found.; Pol. Society of Arts and Sciences Abroad 2003, s. 3-27.
- Quantum w historii, "Rocznik Polskiego Towarzystwa Naukowego na Obczyźnie" 47 (2003/2004), s. 34-41.
- Travellers' nightmares, "Rocznik Polskiego Towarzystwa Naukowego na Obczyźnie" 47 (2003/2004), s. 41-52 (Podróże Polaków po Niemczech i Rosji w XVII-XIX w.).
- Grecy w Polsce – Polacy w Grecji, "Rocznik Polskiego Towarzystwa Naukowego na Obczyźnie" 48 (2004/2005), s. 71-72.